# Madras Port Trust Railway
| Madras Port Trust Railway                                                       | Madras Port Trust Railway |
| ------------------------------------------------------------------------------- | ------------------------- |
| Hafen von Madras, vermutlich um 1950. Gut zu erkennen ist das Mehrschienengleis |                           |
| Streckenlänge:                                                                  | 41 km                     |
| Spurweite:                                                                      | 1000 mm und 1676 mm       |
|                                                                                 |                           |

Die Madras Port Trust Railway (MPT) ist die Hafenbahn in Indien, die von der früher privaten und heute staatlichen Hafengesellschaft von Madras, dem heutigen Chennai, seit 1916 betrieben wird.

## Geschichte
1904 verfügte der Hafen von Madras bereits über 4 km Gleise und bis 1914 waren es 23 km. Ursprünglich wurde die Hafenbahn von der South Indian Railway (SIR) und der Madras and Southern Mahratta Railway (MSMR) betrieben.

## Madras Port Trust
Ab 1. November 1916 übernahm die Hafengesellschaft Madras Port Trust selbst den Betrieb und baute das Schienennetz aus. Bis 1955 wuchs die Gesamtlänge auf 31 km, wobei fast alles Dreischienengleise für die Indische Breitspur und die Meterspurweite waren. Auf 6 km Länge fand auch Personenverkehr mit Anschluss an die Dampfschiffdienste statt. Nördlich des Hafens in Royapuram gab es Anschluss an das Breitspurnetz der MSMR und südlich, am Bahnhof Madras Beach, an das Meterspurnetz der SIR.
Das Unternehmen besaß im Laufe der Zeit je sieben zwei- bzw. dreigekuppelte Satteltanklokomotiven für die Breitspur und zwei kleine dreiachsige Schlepptenderlokomotiven für die Meterspurweite. Die Breitspur-Lokomotiven hatten normale Kupplungen und zusätzlich seitlich versetzte Kupplungen für Meterspurwagen.
1964 verfügte die Gesellschaft über 14 Dampf- und 22 Diesellokomotiven sowie 462 Güterwagen. Die Meterspurbahn wurde um 1970 stillgelegt, nachdem die Anschlussstrecken der Indian Railways auf Breitspur umgebaut waren. Die letzten Breitspur-Dampflokomotiven wurden 1976 außer Dienst gestellt. Seitdem werden nur noch Diesellokomotiven eingesetzt.

## Chennai Port Authority
Mit der Umbenennung von Madras in Chennai 1996 wurde aus dem Madras Port Trust der Chennai Port Authority. Die staatliche Gesellschaft besitzt und betreibt heute ihre eigene Eisenbahn mit einem rund 41 km langen Streckennetz.